# Koperrode gordijnzwam
De koperrode gordijnzwam (Cortinarius uliginosus) is een schimmel behorend tot de familie Cortinariaceae. Hij vormt ectomycorrhiza met elzen (Alnus) en wilgen (Salix) op natte, matig voedselarme tot iets rijke bodem.

## Kenmerken

### Uiterlijke kenmerken
Hoed
De hoed heeft een diameter van 4 tot 12 cm. De vorm is halfrond als ze jong zijn, daarna convex en in de loop van de tijd verspreid. In het midden zit een stompe umbo. De kleur is levendig koperrood, licht goudkleurig aan de rand. Het oppervlak is mat, zijdeachtig viltoppervlak, bedekt met hechtende vezels. De rand is glad.
Lamellen
De lamellen zijn breed aan de steel aangehecht. Bij jonge exemplaren varieert de kleur van oker tot geeloranje, bij oudere exemplaren zijn ze roestbruin.
Steel
De steel heeft een lengte van 4 tot 7 cm, dikte 3 tot 5 mm. Het is cilindrisch, vol bij jonge exemplaren en later leeg. Het is lichtgeel in het bovenste gedeelte, geeloranje in het midden en oranjebruin in het onderste gedeelte. Er zijn roodachtige sluierfibrillen op het oppervlak.
Vlees
Het behoort tot de sectie Dermocybe, die wordt gekenmerkt door de aanwezigheid van specifieke pigmenten in het vruchtvlees. Het vruchtvlees is vlezig, licht, vuilgeel, met een zwakke radijsgeur en een onbepaalde smaak.
Sporenprint
De sporenprint is roestbruin.

### Microscopische kenmerken
De sporen zijn ellipsvormig, met een fijn opgeruwd oppervlak, inamyloïde en meten 8-11 × 5-6 µm.

## Vergelijkbare soorten
Er zijn veel vergelijkbare soorten gordijnzwammen. Het belangrijkste criterium om ze te onderscheiden is de kleur van de lamellen van jonge exemplaren. Oudere exemplaren van verschillende soorten kunnen doorgaans morfologisch niet van elkaar worden onderscheiden. De plaats van voorkomen en de levendige koperrode kleur van de hoed zijn ook behulpzaam bij het onderscheiden van deze soort.

## Verspreiding
In Nederland komt de koperrode gordijnzwam algemeen voor. Het staat niet op de rode lijst en is niet bedreigd.

## Eetbaarheid
Het is een giftige paddenstoel. 

## Toepassingen
Het veroorzaakt gastro-intestinale stoornissen. In Scandinavië werden de vruchtlichamen vroeger gebruikt om wol te verven.

## Foto's

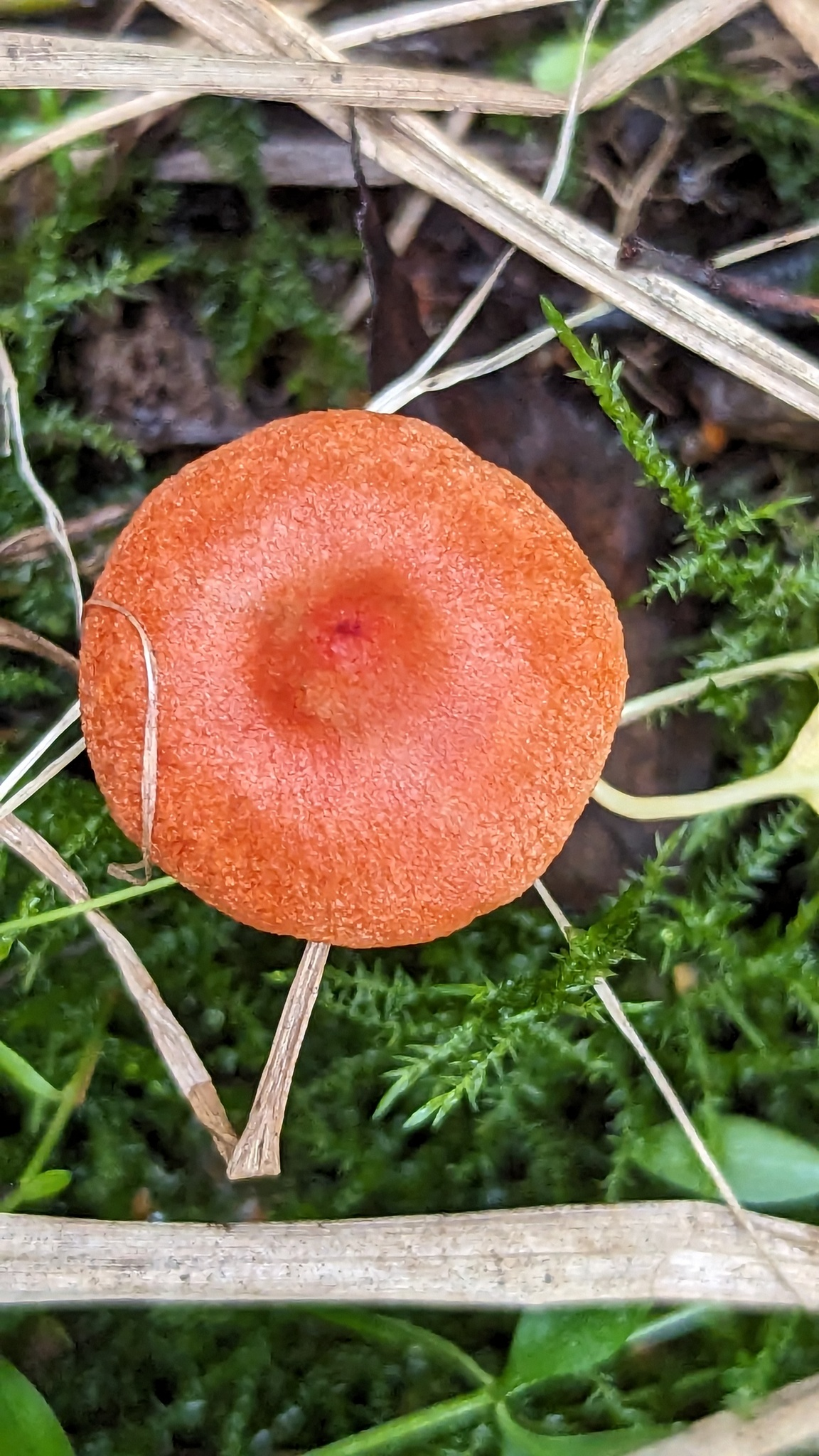
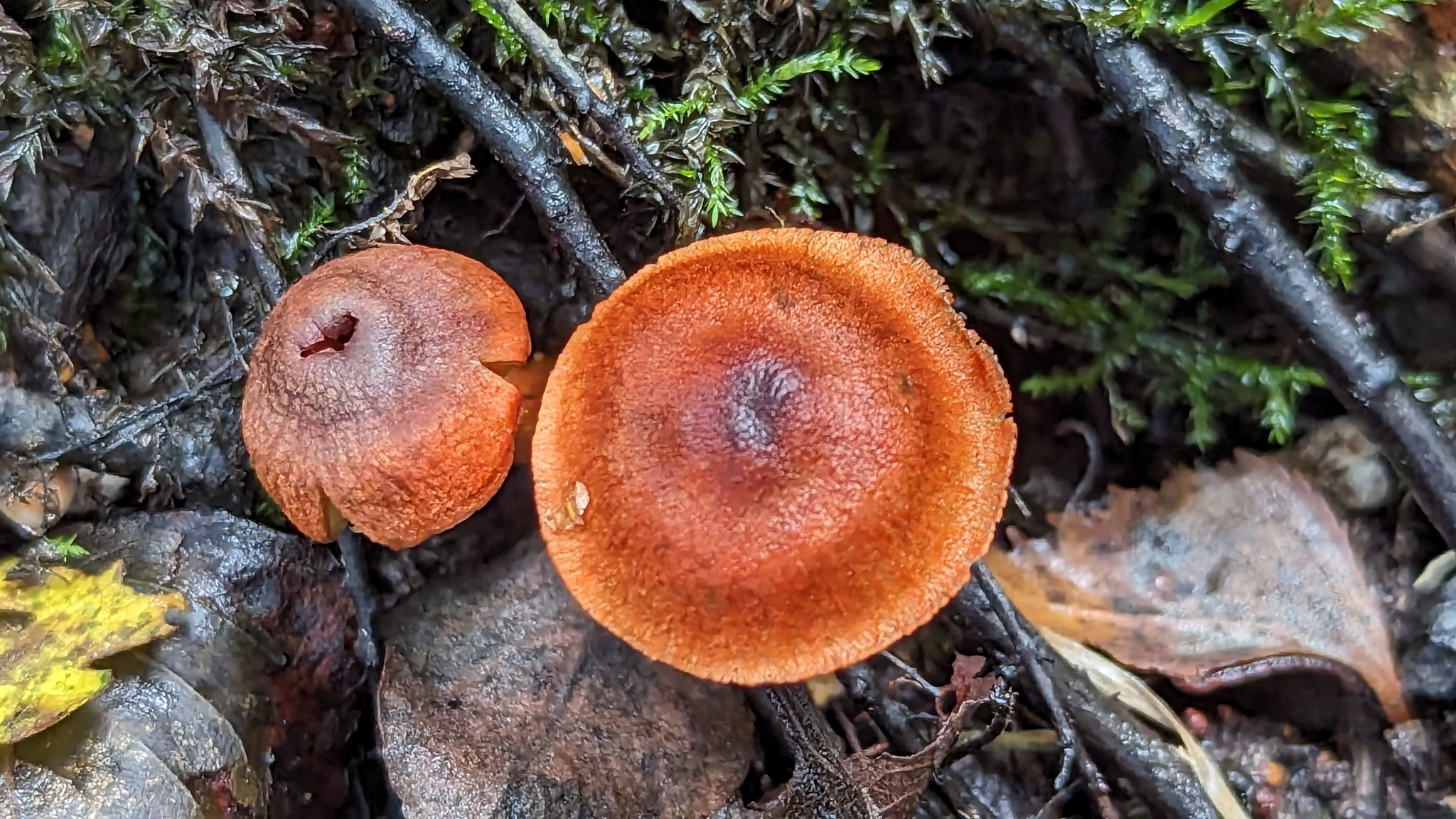
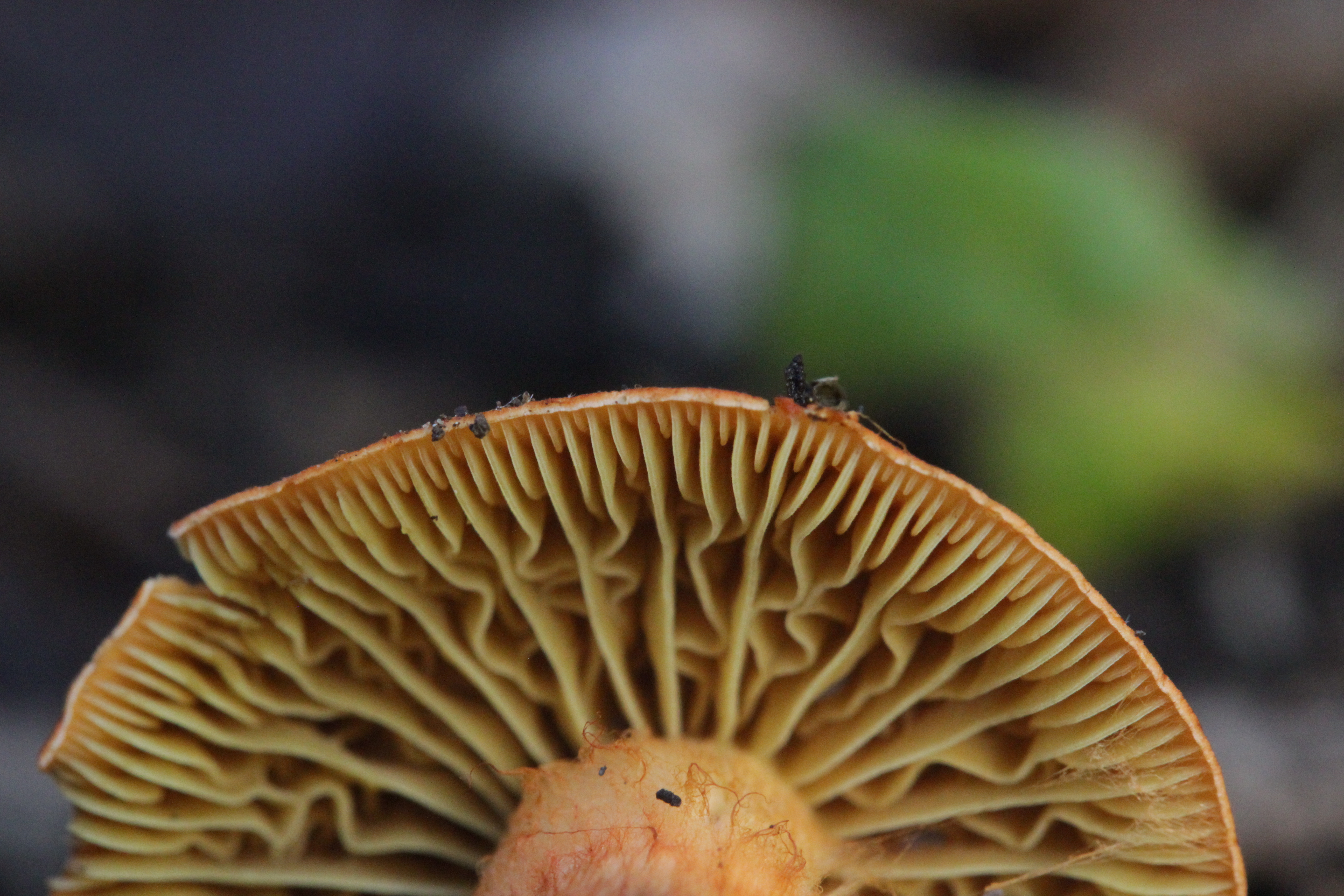
Lamellen